# Ctenus rwandanus
Ctenus rwandanus là một loài nhện trong họ Ctenidae.
Loài này thuộc chi Ctenus. Ctenus rwandanus được Pierre L. G. Benoit miêu tả năm 1981.